# Port Jefferson Station
Port Jefferson Station és una concentració de població designada pel cens dels Estats Units a l'estat de Nova York. Segons el cens del 2000 tenia 7.527 habitants.

## Demografia
Segons el cens del 2000, Port Jefferson Station tenia 7.527 habitants, 2.600 habitatges, i 1.885 famílies. La densitat de població era de 1.100,8 habitants per km².
Dels 2.600 habitatges en un 35% hi vivien nens de menys de 18 anys, en un 57,8% hi vivien parelles casades, en un 10,3% dones solteres, i en un 27,5% no eren unitats familiars. En el 20,9% dels habitatges hi vivien persones soles el 7,8% de les quals corresponia a persones de 65 anys o més que vivien soles. El nombre mitjà de persones vivint en cada habitatge era de 2,87 i el nombre mitjà de persones que vivien en cada família era de 3,34.
Per edats la població es repartia de la següent manera: un 25,2% tenia menys de 18 anys, un 8% entre 18 i 24, un 33% entre 25 i 44, un 22,8% de 45 a 60 i un 11,1% 65 anys o més.
L'edat mediana era de 36 anys. Per cada 100 dones de 18 o més anys hi havia 93 homes.
La renda mediana per habitatge era de 57.330 $ i la renda mediana per família de 63.185 $. Els homes tenien una renda mediana de 50.179 $ mentre que les dones 31.250 $. La renda per capita de la població era de 22.875 $. Entorn del 3,7% de les famílies i el 7,6% de la població estaven per davall del llindar de pobresa.